# FK Arda Kardjali
Maillots
Actualités
Dernière mise à jour : 16 septembre 2024.
Le Futbolen Klub Arda Kardjali 1924 (en bulgare : Футболен Клуб Арда Кърджали 1924), plus couramment abrégé en Arda Kardjali, est un club bulgare de football fondé en 1924 et basé dans la ville de Kardjali.

## Histoire
Le club est fondé dans un premier temps au mois d'août 1924 sous le nom Rodopski Sokol avant de prendre par la suite le nom Arda en référence à la rivière du même nom, il s'appelle par ailleurs Minior entre 1945 et 1957. Il évolue par la suite dans les basses divisions du football bulgare, connaissant son meilleur classement en 1956 en terminant deuxième de deuxième division. Il atteint également les quarts de finale de la Coupe de Bulgarie en 1960, étant alors éliminé par le Septemvri Sofia, futur vainqueur de la compétition.
Finalement dissoute en 2013 pour des raisons financières, l'équipe est recrée en 2015 et intègre alors la quatrième division pour la saison 2015-2016, avant d'accéder au troisième échelon dès l'exercice suivant à l'issue d'un barrage remporté face au FK Lubiméts. Pour son retour en troisième division, le club termine dans un premier temps seizième et évite de peu la relégation. Il est par la suite racheté en juin 2017 par PSI Group, société bulgare de construction routière dans le but de développer un club capable d'évoluer régulièrement au sein de la première division, sur le modèle du Ludogorets Razgrad et du Vereya Stara Zagora, Elin Topuzakov devient alors l'entraîneur de l'équipe tandis que Emil Kremenliev devient directeur sportif.
Avec près d'un million d'euros investis lors de l'exercice 2017-2018, l'Arda domine largement sa poule et termine premier à l'issue de l'exercice avec un total de 94 points en 34 matchs tout en restant invaincu, remportant dans la foulée la coupe nationale amateur. Retrouvant alors le deuxième échelon, des mauvais résultats lors des cinq premiers matchs amènent au rapide renvoi de Topukazov, qui est alors remplacé par Stoycho Stoev, qui rejoint par la suite le Ludogorets Razgrad en mars 2019, l'équipe termine alors la saison sous Stamen Belchev. Parvenant finalement à accrocher la troisième position à l'issue de la saison 2018-2019, le club prend ainsi part aux barrages de promotion face au Septemvri Sofia, qui le voit alors l'emporter sur le score de 1-0 à l'issue de la prolongation pour accéder à la première division pour la première fois de son histoire à l'occasion de la saison 2019-2020.
Le club atteint pour la première fois de son histoire la finale de la Coupe de Bulgarie 2020-2021 en s'inclinant sur le score de 1-0 face au CSKA Sofia. Lors de la même saison, l'Arda battra le Tcherno More Varna en barrage pour la Ligue Conférence de l'UEFA et participera à la première campagne européenne de son histoire.
Lors de la Ligue Europa Conférence 2021-2022, le club de Kardjali sera éliminé dès le 2nd Tour après des défaites 0-2 et 0-4 face au club israélien de l'Hapoël Beer-Sheva.

## Bilan sportif

### Palmarès
| Compétitions nationales |
| --- |
| - Coupe de Bulgarie : - Finaliste : 2020-21. - Championnat de Bulgarie D2 : - Vice-champion : 1955-56. - Championnat de Bulgarie D3 (1) : - Champion : 2017-18. |

### Bilan européen
Note : dans les résultats ci-dessous, le score du club est toujours donné en premier.
| Saison    | Compétition             | Tour             | Club              | Domicile | Extérieur | Total             |
| --------- | ----------------------- | ---------------- | ----------------- | -------- | --------- | ----------------- |
| 2021-2022 | Ligue Europa Conférence | Deuxième tour Q  | Hapoël Beer-Sheva | 0 - 2    | 0 - 4     | 0 - 6             |
| 2025-2026 | Ligue Conférence        | Deuxième tour Q  | HJK Helsinki      | 0 - 0    | 2 - 2 ap  | 2 - 2 (4 - 3 tab) |
| 2025-2026 | Ligue Conférence        | Troisième tour Q | Kauno Žalgiris    | 2 - 0    | 1 - 0     | 3 - 0             |
| 2025-2026 | Ligue Conférence        | Barrages Q       | Raków Częstochowa | -        | -         | -                 |

Légende
- Victoire ou qualification pour le tour suivant
- Match nul
- Défaite ou élimination de la compétition

## Personnalités du club

### Présidents du club
- Petar Pechev

### Entraîneurs du club
- Stamen Belchev[10]
- Nikolay Kirov